# Dead Dead Demon’s Dededede Destruction
Dead Dead Demon’s Dededede Destruction (jap. デッドデッドデーモンズデデデデデストラクション Deddo deddo dēmonzu dededededesutorakushon) – manga autorstwa Inio Asano, publikowana na łamach magazynu „Big Comic Spirits” wydawnictwa Shōgakukan od kwietnia 2014 do lutego 2022. 
Na podstawie mangi studio Production +h wyprodukowało dwuczęściowy film anime, którego premiera odbyła się odpowiednio w marcu i kwietniu 2024.

## Fabuła
Trzy lata przed rozpoczęciem akcji nad Tokio pojawia się wielki statek kosmiczny. Rozpoczyna się jednostronna wojna z pozornie niegroźnymi kosmitami, która wywołuje kontrowersje i pacyfizm.
Mimo tego wyjątkowego i tragicznego wydarzenia licealistki Koyama Kadode i Nakagawa Ouran zachowują się tak, jakby nic się nie zmieniło, żyjąc tak jak zawsze. Głównym tematem tej opowieści nie jest inwazja kosmitów, ale ludzka natura, dialog, dorastanie i życie.

## Bohaterowie
- Kadode Koyama (jap. 小山 門出 Koyama Kadode)

Seiyū: Lilas Ikuta 
Uczennica trzeciej klasy liceum. Uwielbia ikoniczną postać z mangi – Isobeyana.
- Ouran Nakagawa (jap. 中川 凰蘭 Nakagawa Ouran)

Seiyū: Ano 
Bardzo krzykliwa dziewczyna, która często opowiada o swoim zamiarze zniewolenia lub doprowadzenia rasy ludzkiej do zagłady. Jednak mimo pozornie krzykliwej i towarzyskiej osobowości, Ouran pokazuje swoje prawdziwe oblicze tylko przyjaciołom i rodzinie. Jest najlepszą przyjaciółką Kadode.
- Kiho Kurihara (jap. 栗原 キホ Kurihara Kiho)

Seiyū: Atsumi Tanezaki 
- Ai Demoto (jap. 出元 亜衣 Demoto Ai)

Seiyū: Miyuri Shimabukuro 
- Rin Hirama (jap. 平間 凛 Hirama Rin)

Seiyū: Saeko Ooki 
- Futaba Takemoto (jap. 竹本 ふたば Takemoto Futaba)

Seiyū: Azumi Waki 
- Makoto Tainuma (jap. 田井沼 マコト Tainuma Makoto)

Seiyū: Ryōko Shiraishi 
- Keita Ōba (jap. 大葉 圭太 Ōba Keita)

Seiyū: Miyu Irino 
- Kenichi Kohiruimaki (jap. 小比類巻 健一 Kohiruimaki Kenichi)

Seiyū: Kōki Uchiyama 
- Naoki Watarase (jap. 渡良瀬 Watarase)

Seiyū: Taito Ban 
- Hiroshi Nakagawa (jap. 中川 ひろし Nakagawa Hiroshi)

Seiyū: Jun’ichi Suwabe 
- Nobuo Koyama (jap. 小山 ノブオ Koyama Nobuo)

Seiyū: Kenjirō Tsuda 

## Manga
Seria została po raz pierwszy zapowiedziana pod wstępnym tytułem Honobono fūfu (jap. ほのぼの夫婦). Pierwszy rozdział mangi ukazał się 28 kwietnia 2014 w magazynie „Big Comic Spirits”. Seria była wielokrotnie wstrzymywana, natomiast zakończyła się 28 lutego 2022. Wydawnictwo Shōgakukan zebrało jej rozdziały w dwunastu tankōbonach, wydawanych od 30 września 2014 do 30 marca 2022.
Podczas Comic-Con International 2017 Viz Media ogłosiło, że nabyło prawa do dystrybucji mangi w Ameryce Północnej. Manga została również wydana w Brazylii przez Editora JBC, we Francji przez Kana, w Hiszpanii przez Norma Editorial, w Niemczech przez Tokyopop, a we Włoszech przez Panini Comics.
W Polsce 18 czerwca 2022 wydanie mangi w 6 tomach zbiorczych zapowiedziało Kotori, natomiast jej premiera odbyła się 14 października tego samego roku.
| Nr | Język japoński   | Język japoński         | Język polski         | Język polski           |
| Nr | Data wydania     | ISBN                   | Data wydania         | ISBN                   |
| -- | ---------------- | ---------------------- | -------------------- | ---------------------- |
| 1  | 30 września 2014 | ISBN 978-4-09-186500-7 | 14 października 2022 | ISBN 978-83-67386-05-0 |
| 2  | 27 lutego 2015   | ISBN 978-4-09-186857-2 | 14 października 2022 | ISBN 978-83-67386-05-0 |
| 3  | 28 sierpnia 2015 | ISBN 978-4-09-187260-9 | 20 stycznia 2023     | ISBN 978-83-67386-07-4 |
| 4  | 29 lutego 2016   | ISBN 978-4-09-187563-1 | 20 stycznia 2023     | ISBN 978-83-67386-07-4 |
| 5  | 30 września 2016 | ISBN 978-4-09-187829-8 | 21 kwietnia 2023     | ISBN 978-83-67386-09-8 |
| 6  | 30 maja 2017     | ISBN 978-4-09-189567-7 | 21 kwietnia 2023     | ISBN 978-83-67386-09-8 |
| 7  | 30 sierpnia 2018 | ISBN 978-4-09-860100-4 | 21 lipca 2023        | ISBN 978-83-67386-56-2 |
| 8  | 28 czerwca 2019  | ISBN 978-4-09-860354-1 | 21 lipca 2023        | ISBN 978-83-67386-56-2 |
| 9  | 26 grudnia 2019  | ISBN 978-4-09-860520-0 | 15 października 2023 | ISBN 978-83-67386-70-8 |
| 10 | 25 grudnia 2020  | ISBN 978-4-09-860834-8 | 15 października 2023 | ISBN 978-83-67386-70-8 |
| 11 | 30 lipca 2021    | ISBN 978-4-09-861157-7 | 19 stycznia 2024     | ISBN 978-83-67386-77-7 |
| 12 | 30 marca 2022    | ISBN 978-4-09-861293-2 | 19 stycznia 2024     | ISBN 978-83-67386-77-7 |

## Anime
W marcu 2022 ogłoszono, że na podstawie mangi studio Production +h wyprodukuje anime. Później potwierdzono, że będzie to dwuczęściowa adaptacja filmowa w reżyserii Tomoyukiego Kurokawy. Scenariusz napisze Reiko Yoshida, postacie zaprojektuje Nobutaki Itō, a muzykę skomponuje Taro Umebayashi. Premiera pierwszej części odbyła się w japońskich kinach 22 marca 2024, druga zaś  zadebiutowała 19 kwietnia.
18-odcinkowa seria ONA była transmitowana strumieniowo na całym świecie w serwisie Crunchyroll od 24 maja do 20 września 2024, zawierając nowe materiały, które nie zostały uwzględnione w wersji kinowej.

## Odbiór
W wydaniu Kono manga ga sugoi! z 2016 Dead Dead Demon’s Dededede Destruction uplasowało się na 18. miejscu pośród 20 najlepszych mang dla męskich czytelników. W 2018 roku manga otrzymała nagrodę Attilio Micheluzzi dla najlepszej serii zagranicznej. W 2021 seria zdobyła 66. nagrodę Shōgakukan Manga w kategorii ogólnej.